# (6926) 1994 RO11
(6926) 1994 RO11 là một tiểu hành tinh vành đai chính. Nó được phát hiện bởi Seiji Ueda và Hiroshi Kaneda ở Kushiro, Hokkaidō, Nhật Bản, ngày 1 tháng 9 năm 1994.